# Coryne epizoica
Coryne epizoica is een hydroïdpoliep uit de familie Corynidae. De poliep komt uit het geslacht Coryne. Coryne epizoica werd in 1921 voor het eerst wetenschappelijk beschreven door Stechow. 